# Sessrumne
Sessrumne eller Sessrumner (fvn Sessrúmnir, Sessrýmnir, ”den som rymmer många sittplatser, bänkar”) är gudinnan Frejas sal i nordisk mytologi. Salens namn nämns endast i Snorre Sturlassons Edda. Namnet finns dock även i en av de tulor, som i flera handskrifter har infogats i Eddan, men här uppges Sessrumne vara ett skepp. Namnet kan då översättas ”den som har många eller rymliga roddarbänkar”.

## Källtexterna

### UrGylfaginning, kapitel 24
| Freja är den yppersta av asynjorna. Hon har en gård i himlen som heter Folkvang och var hon än kommer till striden får hon hälften av de fallna, men den andra hälften får Oden (– – –). Hennes sal heter Sessrumne, den är stor och praktfull. Översättning: K.G. Johansson och Mats Malm | En Freyja er ágætust af Ásynjum. Hon á þann bœ á himni er Fólkvangar heita, ok hvar sem hon ríðr til vígs þá á hon hálfan val, en hálfan Óðinn (– – –). Salr hennar Sessrúmnir, hann er mikill ok fagr. Normalisering: Anthony Faulkes |  |

Freja beskrivs här som en beriden krigsgudinna. (Den ordagranna lydelsen är ”var hon än rider till strids”, o.s.v.) Snorres källa för denna uppgift är Grímnismál, strof 14, där namnet på Frejas sal dock inte nämns. Som Finnur Jónsson har påpekat omtalas samma uppdelning av de döda också i Gylfaginning, kapitel 20, men här hamnar de stupade i Valhall och Vingolf. Sessrumne och Vingolf bör alltså vara olika namn på samma sal.
Det kan tilläggas att den korta Uppsala-Eddan på ett ställe har varianten Sessvarnir i stället för Sessrúmnir, vilket antas vara en felskrivning.

### UrSkáldskaparmál, kapitel 20
Här omtalas vilka kenningar som skalder kan använda för att beskriva Freja:
| Hur skall man känneteckna Freja? Genom att kalla henne Njords dotter, Frejs syster, Ods hustru, Hnoss mor, de stupades, Sessrumners, hankatternas och Brisingasmyckets ägare, vanagudinnan, vanadisen eller den gråtfagra gudinnan. Översättning: K.G. Johansson och Mats Malm | Hvernig skal Freyju kenna? Svá at kalla dóttur Njarðar, systur Freys, konu Óðs, móður Hnossar, eigandi valfalls ok Sessrúmnis ok fressa, Brísingamens, Vana goð, Vana dís, it grátfagra goð. Normalisering: Anthony Faulkes |  |

En bra kenning för Freja är alltså, enligt Snorre, att kalla henne ”Sessrumnes ägarinna”.

### Tulorna
Namntulorna (nafnaþulur) är versifierade minnesramsor, som finns i flera handskrifter av Snorres Edda. De flesta av dessa ramsor är skrivna på fornyrðislag och daterar sig från 1100-talet. Ett avsnitt handlar om ”skipa heiti” (skeppsnamn) och består av tio åttaradiga strofer, av vilka den första lyder som följer:
Nú mun ek skýra
of skipa heiti:
ǫrk árakló
askr Sessrúmnir
skeið skúta skip
ok Skíðblaðnir
nór Naglfari
nǫkkvi snekkja.
Strofen inleder med ”Nu skall jag omtala skeppsnamn”, varpå uppräkningen börjar. Det första namnet ǫrk syftar på Noas ark. I övrigt finns här en blandning av mytologiska namn (Skidbladner, Nagelfar) och termer för olika typer av skepp. Skeið och snekkja är krigsfartyg, nór och nǫkkvi är roddbåtar. Men här, liksom i övriga strofer, nämns också fartygsdelar. Árakló betyder årtull och kan ha excerperats ur en nu glömd dikt där ”delen stått för helheten”, såvida det inte har rört sig om ett verkligt skeppsnamn, i så fall stavat Arakló, ”Örnklo”.
Men varför nämns Sessrumne här? Är Frejas sal ett skepp?

## Tolkningar

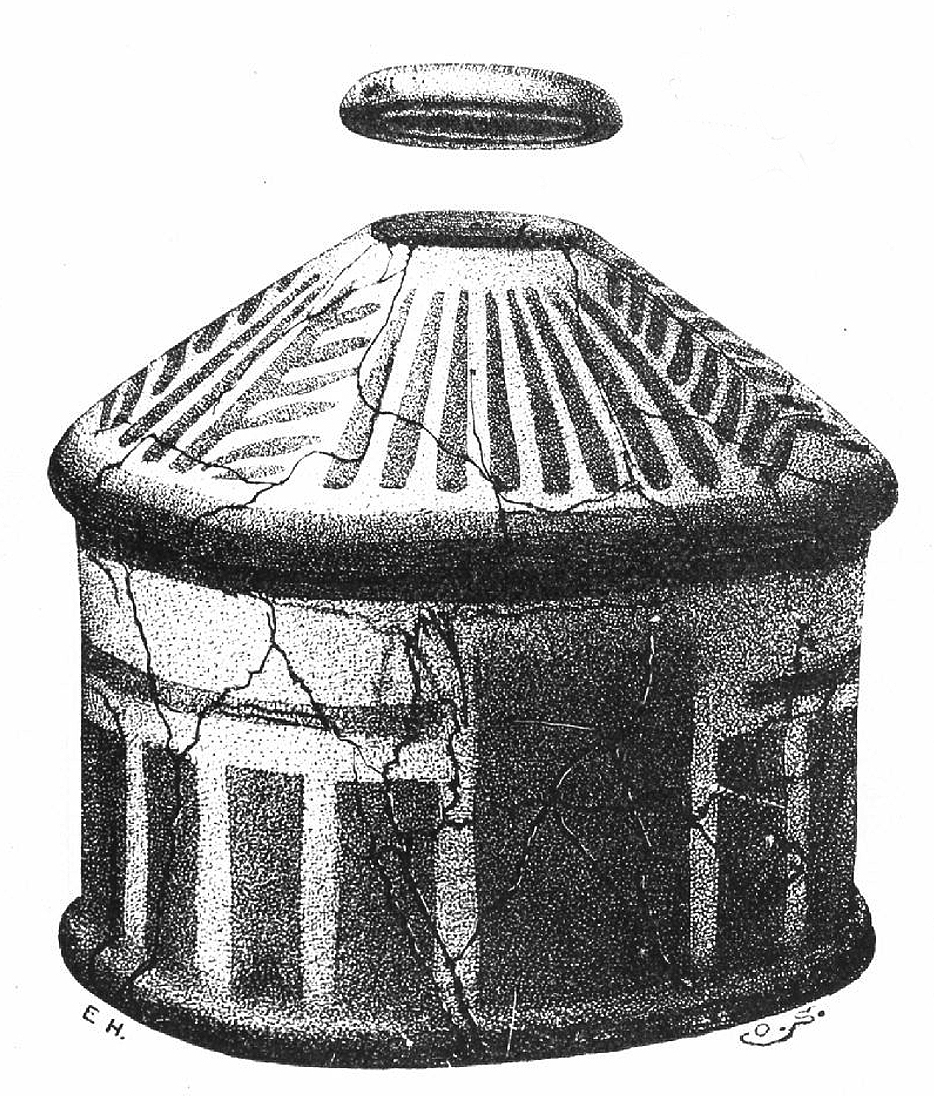
Husurna från Höllviken.

Liksom man i äldre tid kunde ange längden av ett hus genom antalet ’golv’, närmare bestämt ’stavgolv’, brukade man ange storleken på skepp genom antalet roddarbänkar (sess eller sessa). En þrítug sessa var sålunda ett skepp med trettio åror. Man kunde därför tro att förledet sess- mer osökt skulle leda tankarna till ett skepp med rymliga tofter än till en sal. Rudolf Simek – som skrev sin doktorsavhandling om fornnordiska skeppsnamn – nämner denna tolkning i första rummet, men tar inte ställning i tolkningsfrågan. Han menar dock att ”en av de två tolkningarna troligen är ett missförstånd, då innebörden i båda fallen kan förstås som ’utrymme med många eller rymliga sittplatser’.”

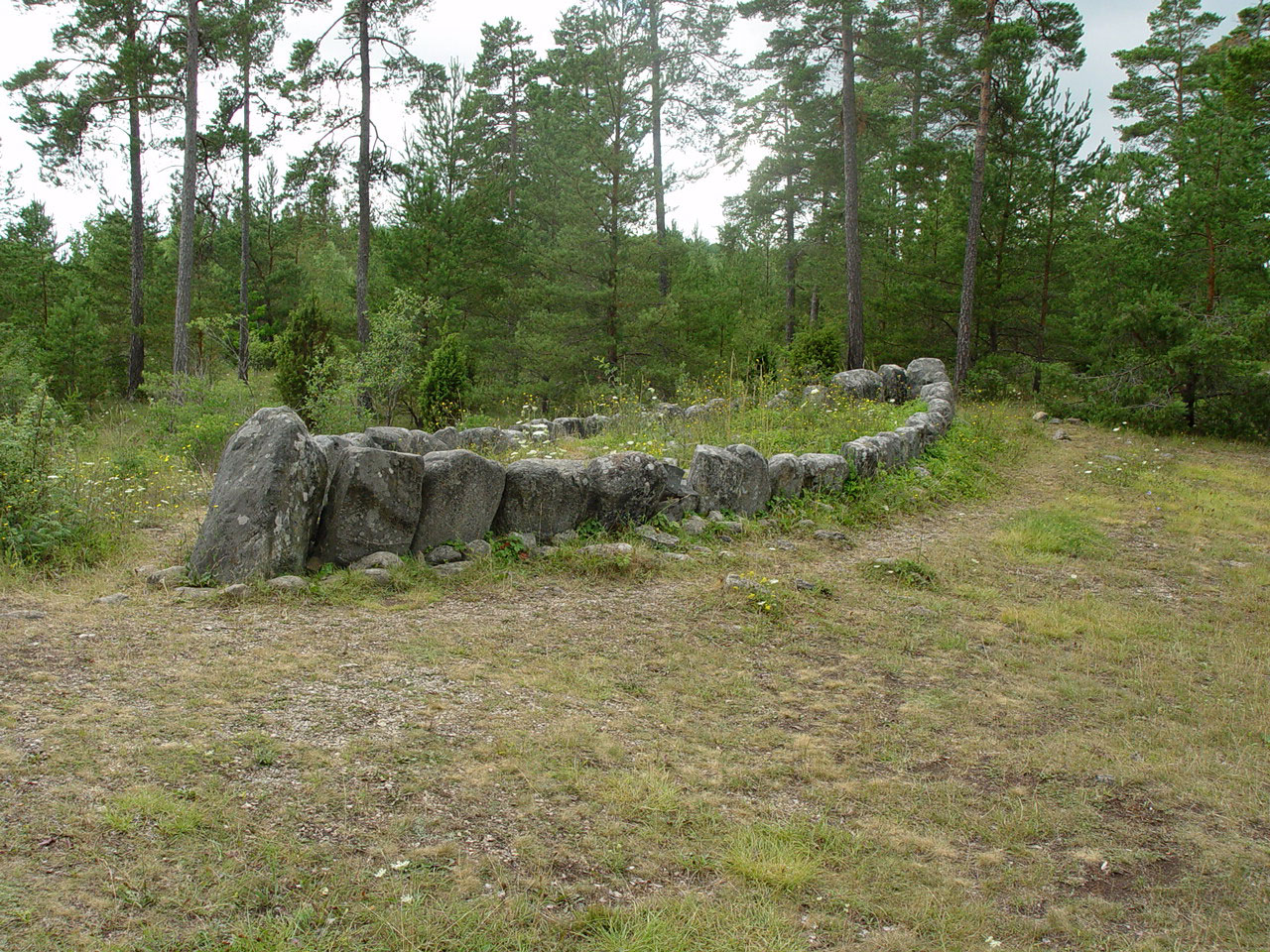
Tjelvars stenskepp på Gotland.

Joseph S. Hopkins och Haukur Þorgeirsson anser dock att båda tolkningarna kan vara lika giltiga. Sessrumne kan ha uppfattats som både ett skepp och en sal. Enligt Grímnismál 14 samlas de döda, som tilldelats Freja, hos henne i Folkvangr. Efterledet vangr är ett poetiskt ord som mest förekommer i namn och vissa sammansättningar, till exempel Himinvangar, det vill säga ’Himlafälten’. Ett sådant ’himlafält’ är Folkvangr, ibland skrivet med pluralis som Folkvangar. Detta väldiga himlafält, där Freja har sin boning, skulle då – om Sessrumne uppfattas som ett skepp – på det jordiska planet ha kunnat symboliseras av de stenskepp som ännu seglar på våra forntida gravfält.
Gudinnan Freja tillhörde vanerna, vilka inom mytologin inte bara var fruktbarhets- och dödsgudomar utan även förknippades med skeppsfart. Frejas far Njord bodde på Nóatún, vilket betyder ’skeppsplats’. Om honom skriver Snorre: ”Han bor i himlen på ett ställe som heter Noatun. Han råder över vindens rörelser och stillar hav och eld. Honom skall man åkalla för god sjöfärd och fångst.” Frejas bror Frej ägde skeppet Skidbladner, som i källorna beskrivs som ett kultskepp. Att Freja själv skulle ha ägt ett skepp nämns inte i källorna, men Tacitus omtalar en svebisk fruktbarhetsgudinna vars kultbild varit formad som ett skepp. Med romersk tydning (interpretatio romana) kallar han henne Isis, vilket kan ha motsvarat ”Freja”, som ju också hette Mardǫll (”Havets glans”) liksom Isis bar tillnamnet Stella Maris (”Havets stjärna”).
Tilläggas kan att i Skandinavien är så kallade husurnor – keramiska gravurnor formade som hus – särskilt vanliga i skeppssättningar. Alla de femton kända husurnorna från Gotland är exempelvis hittade i sådana stenskepp. ”I dessa begravningar möttes de två motstridiga tankarna: de döda bodde i ett hus och de färdades på havet. De var tryggt förankrade hemma, och de reste fjärran”, skriver arkeologen Stig Welinder.

### Muntlig tradition
Frågan är om det är rimligt att dra slutsatser om arkeologiska förhållanden utifrån skriftliga källor, som kan ha tillkommit hundratals år senare och bygger på muntlig tradition. Hopkins och Þorgeirsson anser det, och nämner som exempel hästen Sleipners åtta ben, vilka omtalas i Snorres Edda men finns avbildade redan på gotländska bildstenar. Ett annat exempel är Tors fiskafänge, som avbildas på flera stenar,  bland dem Altunastenen, där man även kan se hur Tors fötter trampar genom båten – en detalj som kanske skulle ha varit obegriplig utan Snorres förklaring i Gylfaginning 48.
Även historiska sägner sägs ibland ha bevarat kunskap över långa tidrymder. Ett sådant exempel är fyndet av Dejbjergsvagnarna. Om detta skriver Brynjulf Alver: ”Folk i Bølling härad berättade i äldre tid att det skulle ligga en vagn lastad med guld i Dejbjergs prästgårdsmosse. Så gick det inte bättre än att de tog till att gräva i mossen, och vad fann de om inte rester av till och med två vagnar. Detta hände 1881 och 1883. Visserligen var inte vagnarna lastade med guld, men det var väl bara något som traditionen hade diktat till för att arkeologerna skulle frestas att gräva efter dem. De två Dejbjergsvagnarna har daterats till förromersk järnålder.”
Kan det vara en ren slump att just detta fynd råkade sammanfalla med en på platsen välkänd sägen? I både Danmark och Sverige finns en uppsjö av sägner om begravda guldvagnar, och Dejbjergsvagnarna är inte heller de enda vagnar av detta slag som har påträffats. Vad sägnerna i så fall återspeglar är kanske ett förbleknat folkminne att votivoffer i form av ”guldvagnar” faktiskt har förekommit. Historiska sägners värde ligger, enligt Brynjulf Alver, i den helhetsbild de ger av ett skede eller skeende och hur människor har uppfattat detta. Att namnet på Frejas sal också tycks vara ett skeppsnamn avslöjar kanske en forntida koppling mellan tron på Freja, hennes dödsrike och seden att lägga de döda i stenskepp.